# Medicinsk teknik (civilingenjörsutbildning)
Medicinsk teknik är ett civilingenjörsprogram inom medicinsk teknik vid bland annat Kungliga Tekniska högskolan, Linköpings universitet, Umeå universitet och Lunds universitet samt Chalmers Tekniska Högskola. Utbildningen startades på Kungliga Tekniska högskolan under 2008 och vid Linköpings universitet år 2010. Programmet är skapat och utformat i samarbete med Sveriges medicintekniska industri för att möta behov inom detta område. Andra områden inom medicinsk teknik är bland annat Biomekanik och Bildgivande system.
Civilingenjör inom medicinsk teknik arbetar med forskning, utveckling, kvalitet (QA) och regelverk (RA) inom såväl företag och universitet som vårdmiljöer. Utbildning ger också möjligheter till kvalificerade uppgifter som civilingenjör inom många andra områden. Getinge AB, St. Jude Medical och Sectra är exempel på företag i Sverige som har civilingenjörer inom medicinsk teknik anställda, dessutom har alla sjukhus i Sverige en medicinteknisk avdelning.